# 75 км (роз'їзд)
75 км — роз'їзд Запорізької дирекції Придніпровської залізниці на неелектрифікованій лінії Федорівка — Верхній Токмак II між станціями Великий Токмак (11 км) та Стульневе (11 км). Розташований за 5 км від села Снігурівка Пологівського району Запорізької області.

## Історія
Роз'їзд відкритий у 1914 році.
10 липня 2025 року на тимчасово окупованій території Запорізької області, поблизу роз'їзду 75 км, ЗСУ знищили російський вантажний поїзд, в складі якого перебувало щонайменше 20 цистерн, які не дісталися до місця призначення. Внаслідок ураження поїзда почалася масштабна пожежа. До речі, російські окуповані війська нещодавно до події завершили ремонт залізничного полотна після попередніх атак, проте залізнична гілка знову виведена з ладу.
19 серпня 2025 року поблизу роз'їзду, на тимчасово окупованій території в районі села Остриківка, Сили оборони України знову підірвали поїзд із пальним для російських окупаційних військ. Внаслідок підриву поїзд зійшов з рейок, після чого його добивали за допомогою FPV-дронів.